# فرودگاه گینزبراو
فرودگاه گینزبراو (به انگلیسی: Gainsborough Airport) یک فرودگاه همگانی است . این فرودگاه در کشور کانادا قرار دارد و در ارتفاع ۵۰۳ متری از سطح دریا واقع شده‌است.